# Боз-Учукский аильный округ
Боз-Учукский аильный округ (аймак) — административная единица в Ак-Суйском районе Иссык-Кульской области Кыргызстана.
Код COATE — 41702 225 825 00 0

## Население
По данным переписи 2022 года, в аильном округе проживало 7 202 человек.
С 2023 года перестал существовать, территория аильного аймака была передана новосозданному айыльному аймаку Хан-Тенири.

## Административное деление
В состав Боз-Учукского аильного округа ныне входят населённые пункты:
- Нововознесеновка
- Боз-Учук
- Ичке-Джергез

## Галерея

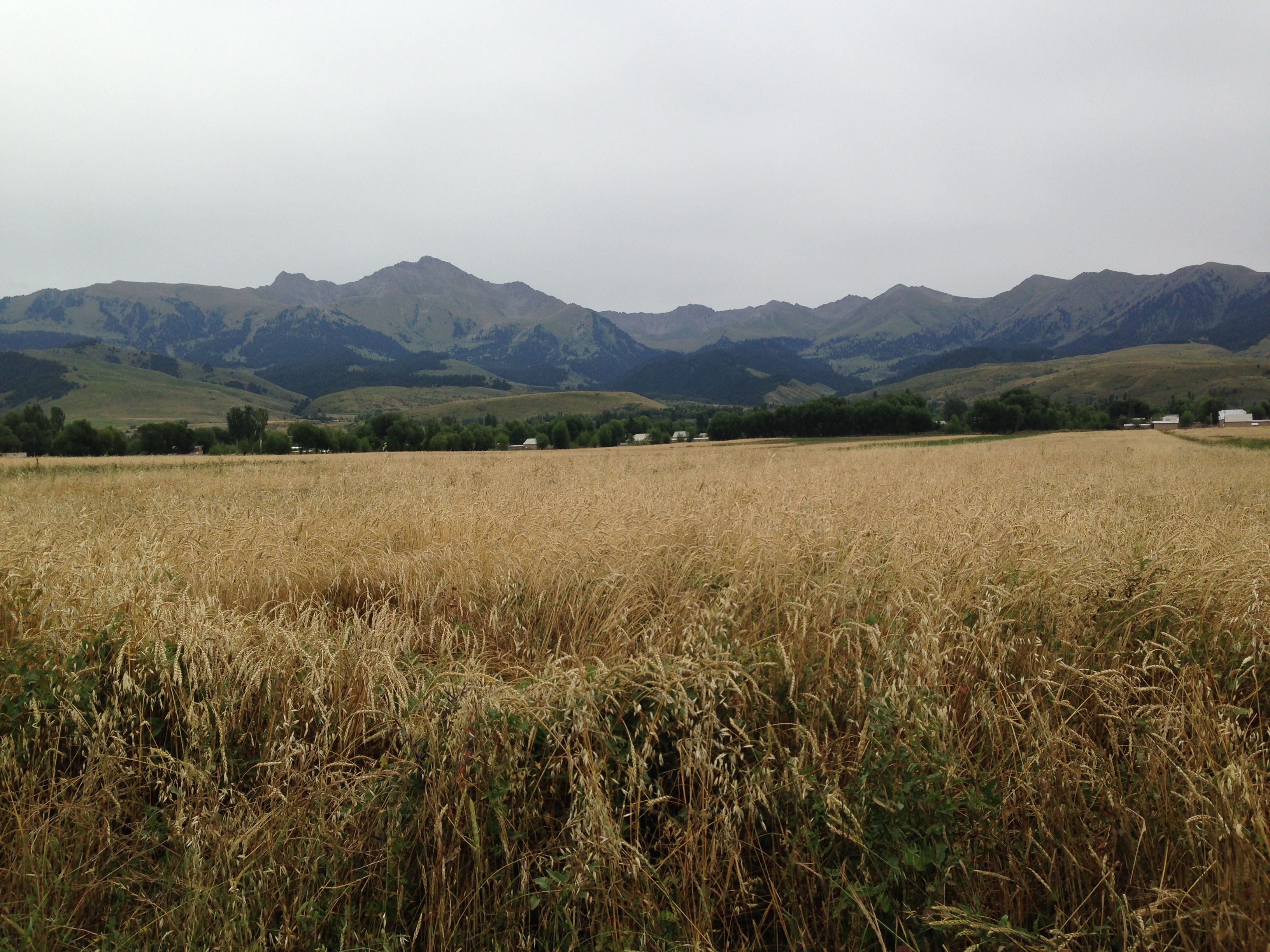
Вид на горы у подножья которых расположено село Ичке - Джергез

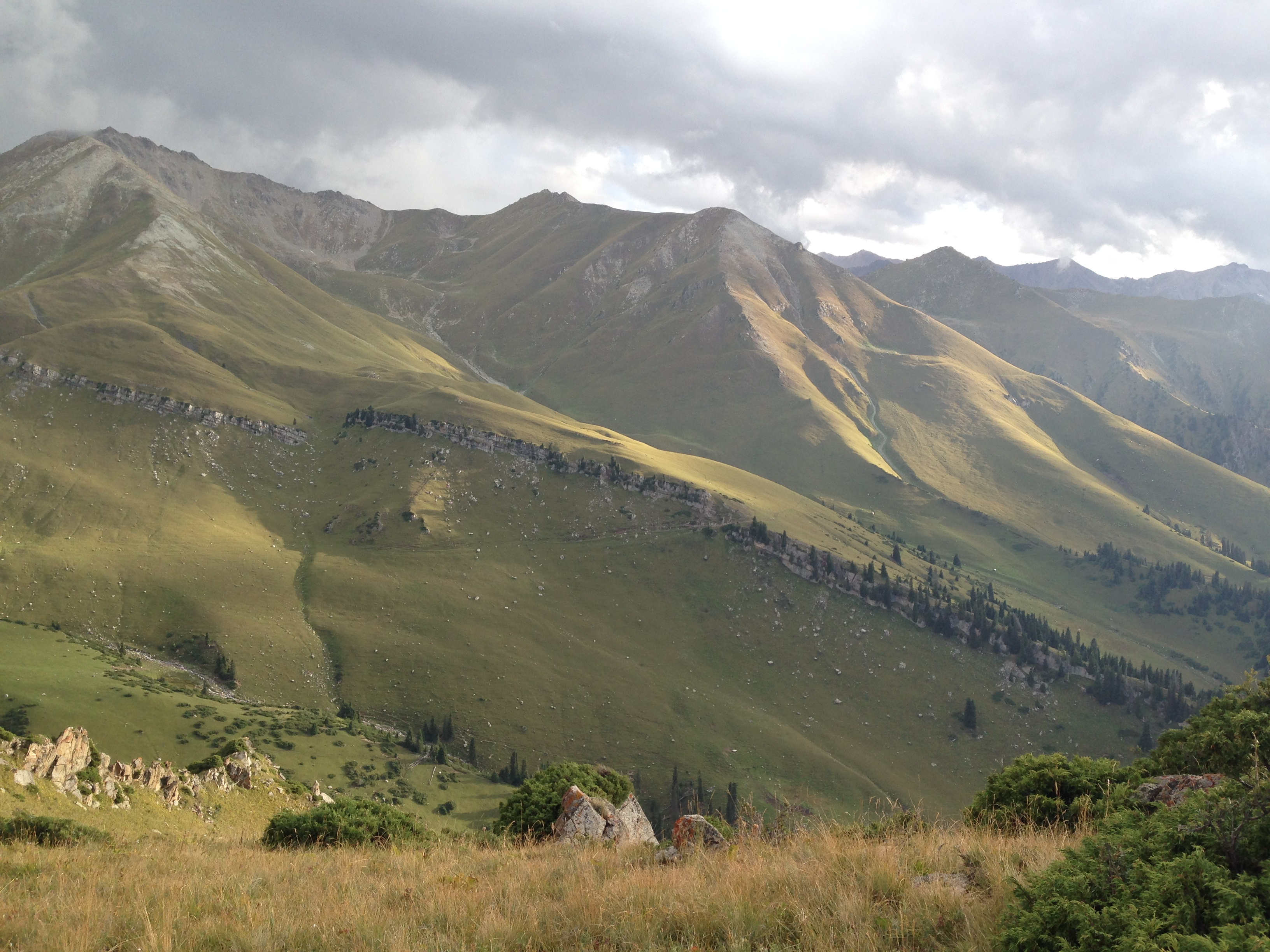
Вид на горы у села Ичке - Джергез

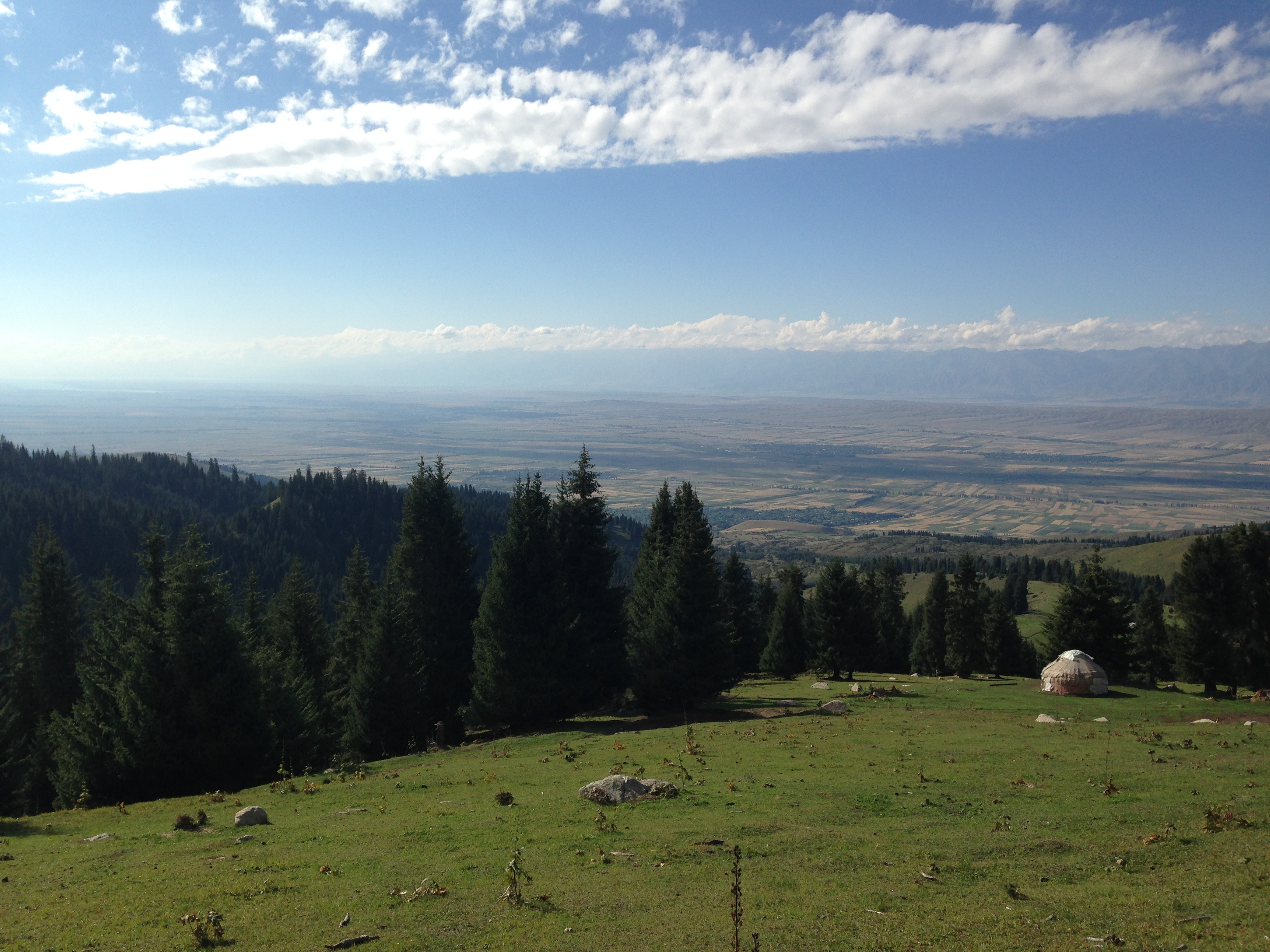
Вид с джайлоо на село у подножья гор

## Примечание
1. ↑  Государственный классификатор система обозначений объектов административно-территориальных и территориальных единиц Кыргызской республики. Архивная копия от 18 марта 2018 на Wayback Machine — Бишкек: Национальный статистический комитет Кыргызской республики, 2017.
2. ↑  Численность населения областей, районов, городов,поселков городского типа, айылных аймаков и айылов (сел) Кыргызской Республики Архивная копия от 10 ноября 2021 на Wayback Machine (на 2022 год).
3. ↑  Источник. Дата обращения: 14 мая 2024. Архивировано из оригинала 14 мая 2024 года.